# Rearranjo cromossômico
Em genética, um rearranjo cromossômico é uma mutação que é um tipo de anomalia cromossômica envolvendo uma mudança na estrutura do cromossomo nativo. Tais mudanças podem envolver várias classes diferentes de eventos, como deleções, duplicações, inversões e translocações cromossômicas. Geralmente, esses eventos são causados por uma quebra no hélices duplas de DNA em dois locais diferentes, seguidos por uma junção das extremidades quebradas para produzir um novo arranjo cromossômico de genes, diferente da ordem genética dos cromossomos antes de serem quebrados. Estima-se que anormalidades cromossômicas estruturais ocorram em torno de 0,5% dos recém-nascidos.
Algumas regiões cromossômicas são mais propensas ao rearranjo do que outras e, portanto, são a fonte de doenças genéticas e câncer. Esta instabilidade é geralmente devido à propensão dessas regiões a desalinhar durante reparos de DNA, exacerbado por defeitos do aparecimento de proteínas de replicação (como FEN1 ou Pol δ) que afetam de forma onipresente a integridade do genoma.
Rearranjos cromossômicos complexos (abreviados na literatura em inglês CCR, complex chromosomal rearrangements) raramente são vistos na população em geral e são definidos como rearranjos cromossômicos estruturais com pelo menos três pontos de quebra com troca de material genético entre dois ou mais cromossomos. Algumas formas de displasia campomélica, por exemplo, resultam de CCRs.
É possível que especiação frequentemente ocorre quando uma população se torna fixado para um ou mais rearranjos cromossômicos que reduzem a aptidão quando são heterozigotos. Esta teoria está carente de apoio teórico porque as mutações que causam uma grande redução na aptidão só podem ser corrigidas através de deriva genética em populações pequenas, em endocruzamento, e os efeitos de rearranjos cromossômicos na aptidão são imprevisíveis e variam muito em espécies de plantas e animais. Entretanto, um mecanismo potencial que poderia promover a especiação é que os rearranjos reduzem o fluxo gênico mais suprimindo recombinação (e estendendo os efeitos de genes de isolamento ligados) do que reduzindo aptidão.